# 7 (Nelly Furtado)
7 è il settimo album in studio della cantautrice canadese Nelly Furtado, pubblicato il 20 settembre 2024 da Nelstar Entertainment e 21 Entertainment Group.

## Tracce
1. Showstopper – 2:29 (Nelly Furtado, Ebony Oshunrinde, Nevis Gahunia, Jenna Andrews, Stephen Kirk, Herag Sanbalian)
2. Corazón (feat. Bomba Estéreo) – 2:37 (Nelly Furtado, Tyler Williams, Nevis Gahunia, Jenna Andrews, Stephen Kirk, Steven Bilodeau, Liliana Saumet, Oliver Cazier)
3. Love Bites (feat. Tove Lo & SG Lewis) – 2:47 (Nelly Furtado, Samuel George Lewis, Tove Nilsson)
4. Better for Worse (feat. Gray Hawken) – 3:24 (Nelly Furtado, Jim Beanz, Drew Veloric, Ryan Gray Hawken)
5. Honesty – 2:16 (Nelly Furtado, SG Lewis, Sarah Aarons, Orlando Higginbottom)
6. Floodgate – 2:06 (Nelly Furtado, Mei Ehara, Isaac De Boni, Michael Mulé, Aaron Booe, Travis Walton, Ryland Kelly, Tauren Strickland)
7. Crown (feat. Blxckie) – 2:46 (Nelly Furtado, Tyler Williams, Steven Bilodeau, Lido Pimienta, Sihle Philmon Sithole)
8. All Comes Back (feat. Charlotte Day Wilson) – 3:14 (Nelly Furtado, Charlotte Day Wilson)
9. Save Your Breath (feat. Williane 108, Charmie Deller, Taborah Johnson, & Tynomi Banks) – 2:59 (Nelly Furtado, Tyler Williams, Steven Bilodeau, Charmie Deller, Sheldon Orlando McIntosh, Mignone Moïse)
10. Ready for Myself – 3:03 (Nelly Furtado, Dominic Matheson, Anjulie Persaud)
11. Fantasy – 2:08 (Nelly Furtado, Nevis Gahunia, Tyler Williams, Herag Sanbalian, Benjamin Katz, Jim Beanz)
12. Better Than Ever – 2:11 (Nelly Furtado, Gray Hawken, Charmie Deller)
13. Take Me Down – 2:27 (Nelly Furtado, Nevis Gahunia, Tyler Williams, Bryn McCutcheon, Kirstyn Johnson)
14. Untitled – 2:55 (Nelly Furtado, Oliver Cazier)

## Classifiche
| Classifica (2024) | Posizione massima |
| ----------------- | ----------------- |
| Austria           | 27                |
| Belgio (Fiandre)  | 76                |
| Belgio (Vallonia) | 185               |
| Germania          | 35                |
| Regno Unito       | 60                |
| Svizzera          | 27                |